# Тоболіу (комуна)
Тоболіу (рум. Toboliu) — комуна у повіті Біхор в Румунії. До складу комуни входять такі села (дані про населення за 2002 рік):
- Кересіг (1090 осіб)
- Тоболіу (961 особа) — адміністративний центр комуни

Комуна розташована на відстані 446 км на північний захід від Бухареста, 15 км на захід від Ораді, 145 км на захід від Клуж-Напоки, 147 км на північ від Тімішоари.

## Населення
У 2009 році у комуні проживали 2242 особи.